# Main battle tank
Main battle tank (forkortet MBT) er en klassifikation af kampvogne, der omfatter de mest centrale kampvogne i moderne hære. Udviklingen under den kolde krig skabte kampvogne, der havde ildkraft som en super-heavy tank, armering som en Heavy Tank og mobilitet som en light tank, alt sammen i medium tank-vægtklassen. Derfor erstattede MBT'erne i løbet af 1960'erne efterhånden i praksis alle andre kampvognstyper. M60 Patton blev den første kampvogn, som USA omtalte som main battle tank (MBT) og ikke medium tank som de plejede at bruge. Tilsvarende blev T-64 den første kampvogn fra Sovjetunionen, der blev betegnet som MBT.